# Flaming Gold
Oro en llamas es un drama americano de la era pre-code de 1933 dirigida por Ralph Ince y escrita por Malcolm Stuart Boylan y John F. Goodrich. Las estrellas de película son William Boyd, Pat O'Brien, Mae Clarke, Rollo Lloyd y Helen Ware. La película se estrenó el 29 de septiembre de 1933, por RKO Pictures.

## Trama
Boyd y Pat O'Brien interpretan a Dan Manton y Ben Lear, salvajes magnates petroleros a lo largo de México. Dan y Ben continuamente se enfrentan a un poderoso cartel petrolero, decidido a poner nuestros héroes fuera del negocio. Mientras tanto, los dos amigos se enamoran de la imprudente Claire Arnold (Mae Clarke) que se casa con Dan.

## Curiosidades
Durante la edición de Flaming Gold se notó que un camión que pasaba en una toma tenía una frase objetable escrita en un lado. El metraje fue enviado al departamento óptico, donde fue corregido con una impresora óptica para hacer desaparecer la frase.

## Elenco
- William Boyd como Dan Manton.
- Pat O'Brien como Ben Lear.
- Mae Clarke como Claire Gordon.
- Rollo Lloyd como Harry la Prohibición de.
- Helen Ware como Tampico Tess Terrell.
- Robert McWade como proyecto de Ley de Conway.